# Eilbek
Eilbek (IPA: [ˈaɪ̯lbeːk]) è un quartiere della città tedesca di Amburgo. È compreso nel distretto di Wandsbek.